# Командный чемпионат СССР по спидвею 1976

## Высшая Лига
| М | Команда                    | Матч | Очки |
| - | -------------------------- | ---- | ---- |
| 1 | «Турбина», г. Балаково     | 20   | 38   |
| 2 | «Башкирия», г. Уфа         | 20   | 27   |
| 3 | «Сибирь», г. Новосибирск   | 20   | 26   |
| 4 | «Жигули», г. Тольятти      | 20   | 13   |
| 5 | «Нева», г. Ленинград       | 20   | 12   |
| 6 | «Локомотив», г. Даугавпилс | 20   | 4    |

## Первая лига

### Финал
| М | Команда                  | Матч | Очки |
| - | ------------------------ | ---- | ---- |
| 1 | «Радуга», г. Ровно       |      |      |
| 2 | «Восток», г. Владивосток |      |      |
| 3 | «Масис», г. Ереван       |      |      |

### 1 зона
| М | Команда                   | Матч | Очки |
| - | ------------------------- | ---- | ---- |
| 1 | «Радуга», г. Ровно        | 20   | 36   |
| 2 | «Восход», г. Вознесенск   | 20   | 24   |
| 3 | «Лтава», г. Полтава       | 20   | 20   |
| 4 | «Дзинтарс», г. Даугавпилс | 20   | 16   |
| 5 | «Шахтёр», г. Червоноград  | 20   | 12   |
| 6 | «Центр», г. Москва        | 20   | 8    |

### 2 зона
| М | Команда                 | Матч | Очки |
| - | ----------------------- | ---- | ---- |
| 1 | «Масис», г. Ереван      | 12   | 20   |
| 2 | «Горняк», г. Шахты      | 12   | 16   |
| 3 | «Тайфун», г. Элиста     | 12   | 12   |
| 4 | «Электрон», г. Черкесск | 12   | 0    |

### 3 зона
| М | Команда                    | Матч | Очки |
| - | -------------------------- | ---- | ---- |
| 1 | «Восток», г. Владивосток   | 24   | 48   |
| 2 | «Урал», г. Стерлитамак     | 24   | 29   |
| 3 | «Нефтяник», г. Октябрьский | 24   | 27   |
| 4 | «Кузбасс», г. Кемерово     | 24   | 24   |
| 5 | «Салават», г. Салават      | 24   | 15   |
| 6 | «Вятка», г. Вятские Поляны | 24   | 14   |
| 7 | «Урожай», г. Мелеуз        | 24   | 5    |

## Медалисты
| «Турбина», г. Балаково   | Вл. Гордеев, Вал. Гордеев, В.Калмыков, М.Краснов, А.Миклашевский, А.Ухов, С.Дюжев, С.Денисов, В.Панькин, Н.Симонов, Л.Наумов. В.Рыжов, В.Марченков |
| «Башкирия», г. Уфа       | Г.Куриленко, Ш.Нигматуллин, Н.Корнев, М.Старостин, О.Рахимов, И.Токмаков, Ю.Николаев, З.Гафуров, А.Халявин, А.Радкевич                             |
| «Сибирь», г. Новосибирск | В.Пазников, Ю.Дубинин, В.Кочетов, В.Кузнецов, А.Павлюченко, Р.Сулейманов, А.Суханов, Г.Щербинин, С.Тарабанько, В.Бибанин, А.Смышляев, Н.Макеев     |